# KRT-10
KRT-10 war ein sowjetisches Weltraumteleskop zum Beobachten der Radiostrahlung ferner Himmelsobjekte. Die Abkürzung KRT-10 stand für Kosmisches Radioteleskop mit 10 Metern Durchmesser.  Das Radioteleskop wurde am 28. Juni 1979 mit dem Transportraumschiff Progress-7 zur sowjetischen Orbitalstation Saljut 6 gebracht. Besatzung der Station waren die Kosmonauten Wladimir Ljachow und Waleri Rjumin, gestartet am 25. Februar 1979 mit Sojus 32. Die Teile des Radioteleskops wurden von ihnen nach Ankunft des Transportraumschiffs zusammengesetzt und entfaltet. 
Der bloße Spiegel des Radioteleskops selbst war ein Ausschnitt aus einem Rotations-Paraboloid und hatte eine Masse von 65 Kilogramm. Im zusammengeklappten Zustand war er 90 Zentimeter lang. Die Gesamtkonstruktion des Teleskops hatte 300 Kilogramm Masse.
Der Einsatz des Radioteleskops dauerte bis zum 9. August 1979. Beim Versuch, es danach von der Raumstation zu trennen, verfingen sich Kabel, und es kam zu einer gefährlichen Situation. Die beiden Kosmonauten lösten sie schließlich in einem anderthalbstündigen Weltraumausstieg. Ausführlich: Saljut 6.